# ФК Барнсли
Фудбалски клуб Барнсли (енгл. Barnsley Football Club) фудбалски је клуб из Барнслија, Енглеска. Клуб се такмичи у Чемпионшипу, а домаће утакмице игра на стадиону Оуквел капацитета 23.287. Основан је 1887. године под именом Барнсли Сент Питерс (енгл. Barnsley St. Peter's).

## Успеси
Чемпионшип и претходници
- промоција: 1996/97.

Прва лига и претходници
- победници: 1933/34, 1938/39, 1954/55.
- промоција: 1980/81, 2018/19.
- победници плеј-офа: 2006, 2016.

Друга лига и претходници
- промоција: 1967/68, 1978/79.

ФА куп
- победници: 1911/12.
- финалисти: 1909/10.

ЕФЛ профеј
- победници: 2015/16.